# Раґоджі Ангрія
Раґоджі Ангрія (д/н —1759) — політичний та військовий діяч маратхів, саркхел (адмірал) в 1759—1793 роках.

## Життєпис
Старший син саркхела Манаджі Ангрії I від його наложниці. 1759 року після смерті батька успадкував володіння з портом Колаба. Невдовзі був атакований військами раджи Джанджару. Втім на допомогу Ангрії відправив війська пешва Баладжі Баджі Рао, що дозволило відбити напад.
За цим Раґоджі атакував о. Ундері, що належав князівству Джанджар, який захопив, а потім віддав пешві як дяку за допомогу. Був добрим правителем і багато зробив для поліпшення своєї життя мешканцям, зокрема безоплатно надавав можливість користуватися морською сіллю. До 1771 року за свідченням європейців перетворив свої землі на економічно розвинені володіння. При цьому щорічно сплачував данину пешві в 2 млн рупій.
Спочатку на відміну від батька зменшив напади на європейські торгівельні судна. Лише відновив активні походи під час Семирічної війни. Здійснював походи проти британського флоту та фортів під час Першої англо-маратхської війни. Протягом 1780-х років активно діяв проти голландців та порутгальців, не чепаючи британців.
Помер Раґоджі Ангрія 1793 року. Спадкував йому старший син Манаджі Ангрія II.